# 세계 비건의 날

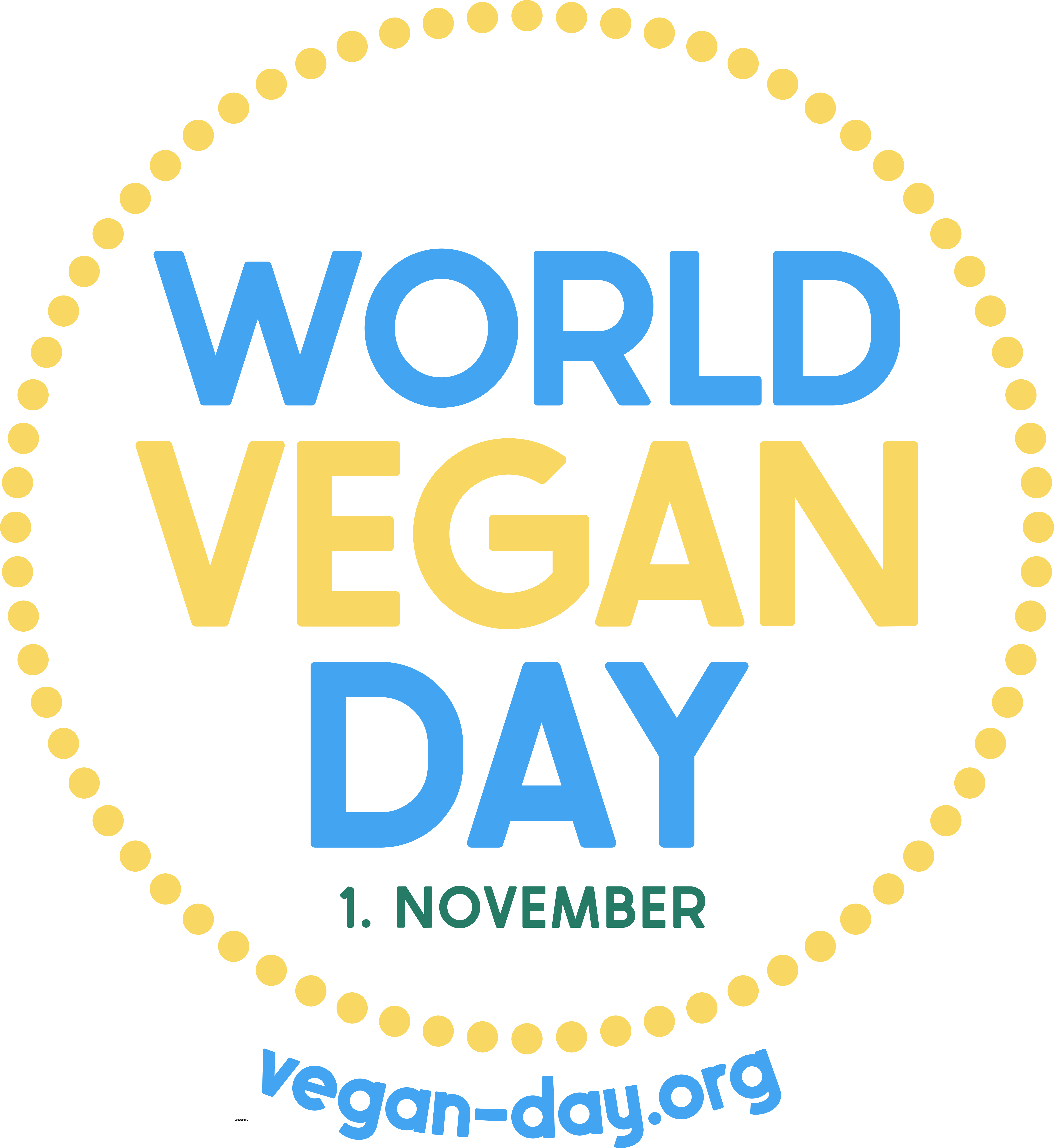
세계 비건의 날

세계 비건의 날(World Vegan Day)은 매년 11월 1일에 해당하는 날로, 1994년 비건 소사이어티의 루이즈 월리스가 제정하였다.

## 같이 보기
- 11월 1일
- 세계 채식인의 날
- 고기 없는 월요일